# 蓋州西駅
蓋州西駅（がいしゅうにしえき）とは、中華人民共和国遼寧省営口市蓋州市に位置する哈大旅客専用線の駅。

## 歴史
- 2012年12月1日　開業。

## 隣の駅
中華人民共和国鉄道部
哈大旅客専用線
営口東駅 - 蓋州西駅 - 鮁魚圏駅
座標: 北緯40度24分10秒 東経122度16分10秒 / 北緯40.402795度 東経122.269392度